# Reuven Atar
Reuven Atar (en hébreu : ראובן עטר), est un footballeur international israélien devenu entraîneur, né le 3 janvier 1969 à Tirat Carmel en Israël.

## Biographie

### Carrière internationale
Le 8 février 1989, il honore sa première sélection contre le pays de Galles. Lors de ce match, Reuven Atar entre à la 80e minute de la rencontre, à la place de Nir Levin (en). La rencontre se solde par un match nul de 3-3. Le 13 octobre 1993, il inscrit son premier but en sélection contre la France, lors d'un match des éliminatoires de la Coupe du monde 1994 (victoire 3-2).
Il reçoit sa dernière sélection le 30 avril 1997 contre la Chypre (victoire 2-0). Sélectionné à 32 (ou 33) reprises en équipe nationale entre 1989 et 1997.

## Palmarès

### En tant que joueur
- Avec le  Maccabi Haïfa
  - Champion d'Israël en 1989, 1991, 1994, 2001 et 2002
  - Vainqueur de la Coupe d'Israël en 1991 et 1993
  - Vainqueur de la Coupe de la Ligue israélienne (Première division) en 1994 et 2002

### En tant qu'entraîneur
- Avec le  Maccabi Netanya
  - Vainqueur de la Coupe de la Ligue israélienne (Deuxième division) en 2005

- Avec le  Beitar Jérusalem
  - Vainqueur de la Coupe d'Israël en 2009

## Statistiques

### Statistiques de joueur
| Saison                | Club                  | Championnat           | Championnat | Championnat | Coupe(s) nationale(s) | Coupe(s) nationale(s) | Compétition(s) continentale(s) | Compétition(s) continentale(s) | Compétition(s) continentale(s) | Israël | Israël | Total | Total |
| Saison                | Club                  | Division              | M.          | B.          | M.                    | B.                    | Comp.                          | M.                             | B.                             | M.     | B.     | M.    | B.    |
| 1986-1987             | Maccabi Haïfa         | Ligat HaAl            | 4           | 1           | -                     | -                     | -                              | -                              | -                              | -      | -      | 4     | 1     |
| 1987-1988             | Maccabi Haïfa         | Ligat HaAl            | 16          | 2           | -                     | -                     | -                              | -                              | -                              | -      | -      | 16    | 2     |
| 1988-1989             | Maccabi Haïfa         | Ligat HaAl            | 27          | 8           | -                     | -                     | -                              | -                              | -                              | 2      | 0      | 29    | 8     |
| 1989-1990             | Maccabi Haïfa         | Ligat HaAl            | 23          | 2           | -                     | -                     | -                              | -                              | -                              | 2      | 0      | 25    | 2     |
| 1990-1991             | Maccabi Haïfa         | Ligat HaAl            | 30          | 15          | -                     | -                     | CI                             | -                              | -                              | 1      | 0      | 31    | 15    |
| 1991-1992             | Maccabi Haïfa         | Ligat HaAl            | 28          | 13          | -                     | -                     | -                              | -                              | -                              | 1      | 0      | 29    | 13    |
| 1992-1993             | Maccabi Haïfa         | Ligat HaAl            | 31          | 10          | -                     | -                     | -                              | -                              | -                              | 6      | 0      | 37    | 10    |
| 1993-1994             | Maccabi Haïfa         | Ligat HaAl            | 37          | 8           | -                     | -                     | C2                             | 4                              | 0                              | 9      | 1      | 50    | 9     |
| 1994-1995             | Hapoël Haïfa          | Ligat HaAl            | 19          | 5           | -                     | -                     | -                              | -                              | -                              | 2      | 0      | 21    | 5     |
| 1995-1996             | Hapoël Haïfa          | Ligat HaAl            | 27          | 21          | -                     | -                     | -                              | -                              | -                              | 7      | 2      | 34    | 23    |
| 1996-1997             | Hapoël Haïfa          | Ligat HaAl            | 6           | 1           | -                     | -                     | -                              | -                              | -                              | 1      | 0      | 7     | 1     |
| 1996-1997             | Maccabi Haïfa         | Ligat HaAl            | 18          | 6           | -                     | -                     | -                              | -                              | -                              | 1      | 0      | 19    | 6     |
| 1997-1998             | Hapoël Haïfa          | Ligat HaAl            | 11          | 4           | -                     | -                     | -                              | -                              | -                              | -      | -      | 11    | 4     |
| 1997-1998             | Beitar Jérusalem      | Ligat HaAl            | 1           | 0           | -                     | -                     | -                              | -                              | -                              | -      | -      | 1     | 0     |
| 1998-1999             | Hapoël Petah-Tikva    | Ligat HaAl            | 27          | 5           | -                     | -                     | -                              | -                              | -                              | -      | -      | 27    | 5     |
| 1999-2000             | Hapoël Haïfa          | Ligat HaAl            | 5           | 2           | -                     | -                     | C3                             | 3                              | 0                              | -      | -      | 8     | 2     |
| 1999-2000             | Beitar Jérusalem      | Ligat HaAl            | 16          | 5           | -                     | -                     | -                              | -                              | -                              | -      | -      | 16    | 5     |
| 1999-2000             | Maccabi Haïfa         | Ligat HaAl            | 13          | 2           | -                     | -                     | -                              | -                              | -                              | -      | -      | 13    | 2     |
| 2000-2001             | Maccabi Haïfa         | Ligat HaAl            | 35          | 3           | -                     | -                     | C3                             | 2                              | 1                              | -      | -      | 37    | 4     |
| 2001-2002             | Maccabi Haïfa         | Ligat HaAl            | 18          | 1           | 4                     | 1                     | C1                             | 1                              | 0                              | -      | -      | 23    | 2     |
| 2002-2003             | Maccabi Netanya       | Ligat HaAl            | 21          | 9           | 3                     | 2                     | -                              | -                              | -                              | -      | -      | 24    | 11    |
| Total sur la carrière | Total sur la carrière | Total sur la carrière | 413         | 123         | 7                     | 3                     | -                              | 10                             | 1                              | 32     | 3      | 462   | 130   |

### Buts en sélection
Le tableau suivant liste tous les buts inscrits par Reuven Atar avec l'équipe d'Israël.

### Statistiques d'entraîneur
| Maccabi Netanya  | 21 février 2004   | 14 mai 2006      | 94  | 38 | 23 | 33 | 40,4 |
| Maccabi Herzliya | 21 juillet 2006   | 7 novembre 2006  | 13  | 2  | 5  | 6  | 15,4 |
| Maccabi Netanya  | 3 janvier 2007    | 1er juin 2008    | 66  | 32 | 21 | 13 | 48,5 |
| Beitar Jérusalem | 3 septembre 2008  | 26 mai 2009      | 45  | 23 | 8  | 14 | 51,1 |
| Maccabi Netanya  | 29 septembre 2009 | 12 mai 2012      | 112 | 47 | 27 | 38 | 42,0 |
| Maccabi Haïfa    | 1er juillet 2012  | 13 novembre 2012 | 13  | 3  | 6  | 4  | 23,1 |
| Maccabi Netanya  | 19 mars 2013      | 18 mai 2013      | 6   | 2  | 2  | 2  | 33,3 |
| Hapoël Haïfa     | 12 mai 2014       | 16 février 2015  | 30  | 10 | 5  | 15 | 33,3 |
| Maccabi Netanya  | 6 novembre 2015   | 10 janvier 2016  | 9   | 0  | 4  | 5  | 00,0 |
| Hapoël Afoula    | 20 janvier 2017   | 2 août 2017      | 18  | 4  | 10 | 4  | 22,2 |
| MS Ashdod        | 3 août 2017       | 3 octobre 2017   | 9   | 1  | 1  | 7  | 11,1 |